# Vũ Hán

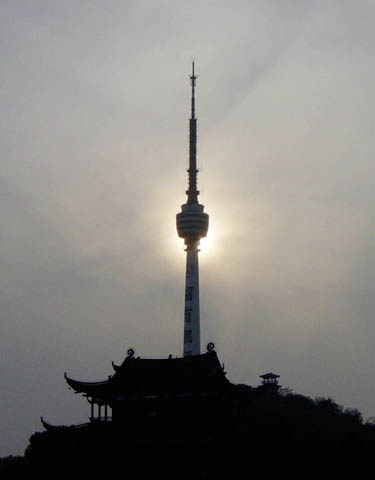
Cổ kính và hiện đại.

Vũ Hán (giản thể: 武汉; phồn thể: 武漢; bính âm: Wǔhàn; phát âm: ngheⓘ) là thủ phủ của tỉnh Hồ Bắc, Trung Quốc. Đây là thành phố lớn nhất ở Hồ Bắc và là thành phố đông dân nhất ở miền Trung Trung Quốc, với dân số hơn 11 triệu người, thành phố đông dân thứ 9 của Trung Quốc và là một trong chín thành phố trung tâm quốc gia của Trung Quốc.
Cái tên "Vũ Hán" đến từ nguồn gốc lịch sử của thành phố từ sự kết hợp của Vũ Xương, Hán Khẩu và Hán Dương, được gọi chung là "Tam thị trấn Vũ Hán" 武汉三镇 Nó nằm ở phía đông đồng bằng Giang Hán, trên ngã ba sông Dương Tử và phụ lưu lớn nhất của nó, sông Hàn, và được gọi là "ngã rẽ chín tỉnh" của Trung Quốc (九省通衢).
Các sự kiện lịch sử diễn ra ở Vũ Hán bao gồm Cuộc khởi nghĩa Vũ Xương, dẫn đến sự sụp đổ của triều đại nhà Thanh và thành lập Trung Hoa Dân Quốc. Vũ Hán là thủ đô của Trung Quốc trong một thời gian ngắn vào năm 1927 của cánh tả của chính phủ Quốc Dân Đảng (Quốc Dân Đảng) do Uông Tinh Vệ lãnh đạo. Thành phố này sau đó đóng vai trò là thủ đô thời chiến của Trung Quốc vào năm 1937 trong mười tháng trong Chiến tranh Trung-Nhật lần thứ hai.
Vũ Hán ngày nay được coi là trung tâm chính trị, kinh tế, tài chính, thương mại, văn hóa và giáo dục của miền Trung Trung Quốc. Đây là một trung tâm giao thông chính, với hàng chục tuyến đường sắt, đường bộ và đường cao tốc đi qua thành phố và kết nối với các thành phố lớn khác. Do vai trò chính của nó trong vận tải nội địa, Vũ Hán đôi khi được các nguồn nước ngoài gọi là " Chicago của Trung Quốc".  "Con đường vàng" của sông Dương Tử và phụ lưu lớn nhất của nó, sông Hán, đi qua khu vực đô thị và chia Vũ Hán thành ba quận Vũ Xương, Hán Khẩu và Hán Dương. Cầu sông Dương Tử Vũ Hán đi qua sông Dương Tử trong thành phố. Đập Tam Hiệp, nhà máy điện lớn nhất thế giới về công suất lắp đặt, nằm gần đó.
Trong khi Vũ Hán là một trung tâm sản xuất truyền thống trong nhiều thập kỷ, nó cũng là một trong những lĩnh vực thúc đẩy những thay đổi công nghiệp hiện đại ở Trung Quốc. Vũ Hán bao gồm ba khu vực phát triển quốc gia, bốn khu phát triển khoa học và công nghệ, hơn 350 viện nghiên cứu, 1.656 doanh nghiệp công nghệ cao, nhiều cơ sở ươm tạo doanh nghiệp và đầu tư từ 230 công ty Fortune Global 500. Nó đã tạo ra GDP là US $ 224 tỷ trong năm 2018. Dongfeng Motor Corporation, một nhà sản xuất ô tô, có trụ sở tại Vũ Hán. Vũ Hán là nơi có nhiều học viện giáo dục đại học đáng chú ý, bao gồm Đại học Vũ Hán, được xếp hạng thứ ba trên toàn quốc vào năm 2017, và Đại học Khoa học và Công nghệ Hoa Trung.
Trong lịch sử, Vũ Hán đã phải chịu rủi ro lũ lụt, khiến chính phủ phải xoa dịu tình hình bằng cách đưa ra các cơ chế hấp thụ thân thiện với môi trường.
Năm 2017, Vũ Hán được UNESCO chỉ định là Thành phố sáng tạo, trong lĩnh vực thiết kế. Vũ Hán được Mạng lưới nghiên cứu toàn cầu hóa và thành phố thế giới phân loại là thành phố thế giới Beta.
Tháng 2 năm 2020, thành phố này bị phong tỏa vì sự bùng phát dữ dội của Đại dịch COVID-19. Ca nhiễm đầu tiên xuất hiện từ Chợ buôn bán hải sản Hoa Nam của thành phố ở quận Giang Hán. Ước tính năm triệu người đã rời khỏi thành phố trước khi có lệnh phong tỏa, gây ra sự tức giận và chỉ trích về việc phong tỏa kiểm dịch muộn màng của chính phủ.

## Lịch sử
10000 năm trước đã có dân cư sinh sống ở đây. Vào thời nhà Hán, Hàm Dương là một cảng tấp nập. Thế kỷ III, các thành được xây dựng để bảo vệ Hàm Dương (206) và Vũ Xương (223), năm 223 được xem là năm thành lập Vũ Hán.
Năm 223, Hoàng Hạc lâu (黄鹤楼) được xây dựng trên khu Vũ Xương của sông Dương Tử. Thôi Hiệu (崔颢), một nhà thơ nổi tiếng thời nhà Đường, đã thăm ngôi làng và viết bài thơ "Hoàng Hạc Lâu" nổi tiếng vào thế kỷ VIII, nhờ bài thơ này địa danh này đã nổi tiếng khắp Trung Quốc. Thành phố từ lâu được xem là trung tâm nghệ thuật (thi họa) và học thuật. Dưới triều nhà Nguyên (Nguyên-Mông), 600 năm trước đây, Hán Khẩu là một trong 4 thương cảng sầm uất nhất Trung Quốc.
Vào tháng 12 năm 2019, Vũ Hán trở thành tâm điểm và là nơi bùng phát đại dịch COVID-19, một bệnh tương tự như bệnh SARS, vốn còn gọi là virus Vũ Hán vì việc nhiễm virus được phát hiện lần đầu tiên tại thành phố này. Sang tháng 1 năm 2020, giới chức thẩm quyền tại Vũ Hán đặt thành phố trong tình trạng cách ly "nhằm ngăn chặn tình trạng lây lan" chủng Coronavirus mới (tức SARS-CoV-2). Việc cách ly sẽ hủy bỏ mọi phương tiên vận chuyển công cộng đi và đến thành phố, ảnh hưởng đến việc vận chuyển đường không và đường sắt.

## Địa lý
Vùng đô thị bao gồm 3 khu: Vũ Xương, Hán Khẩu và Hán Dương. Tên gọi Vũ Hán lấy từ tên của ba khu này, trong đó Vũ lấy từ tên của khu đầu tiên, còn Hán lấy từ tên của hai khu sau.

### Khí hậu
| Dữ liệu khí hậu của Vũ Hán (trung bình vào 1981–2010, cực độ 1951–2014) | Dữ liệu khí hậu của Vũ Hán (trung bình vào 1981–2010, cực độ 1951–2014) | Dữ liệu khí hậu của Vũ Hán (trung bình vào 1981–2010, cực độ 1951–2014) | Dữ liệu khí hậu của Vũ Hán (trung bình vào 1981–2010, cực độ 1951–2014) | Dữ liệu khí hậu của Vũ Hán (trung bình vào 1981–2010, cực độ 1951–2014) | Dữ liệu khí hậu của Vũ Hán (trung bình vào 1981–2010, cực độ 1951–2014) | Dữ liệu khí hậu của Vũ Hán (trung bình vào 1981–2010, cực độ 1951–2014) | Dữ liệu khí hậu của Vũ Hán (trung bình vào 1981–2010, cực độ 1951–2014) | Dữ liệu khí hậu của Vũ Hán (trung bình vào 1981–2010, cực độ 1951–2014) | Dữ liệu khí hậu của Vũ Hán (trung bình vào 1981–2010, cực độ 1951–2014) | Dữ liệu khí hậu của Vũ Hán (trung bình vào 1981–2010, cực độ 1951–2014) | Dữ liệu khí hậu của Vũ Hán (trung bình vào 1981–2010, cực độ 1951–2014) | Dữ liệu khí hậu của Vũ Hán (trung bình vào 1981–2010, cực độ 1951–2014) | Dữ liệu khí hậu của Vũ Hán (trung bình vào 1981–2010, cực độ 1951–2014) |
| Tháng                                                                   | 1                                                                       | 2                                                                       | 3                                                                       | 4                                                                       | 5                                                                       | 6                                                                       | 7                                                                       | 8                                                                       | 9                                                                       | 10                                                                      | 11                                                                      | 12                                                                      | Năm                                                                     |
| ----------------------------------------------------------------------- | ----------------------------------------------------------------------- | ----------------------------------------------------------------------- | ----------------------------------------------------------------------- | ----------------------------------------------------------------------- | ----------------------------------------------------------------------- | ----------------------------------------------------------------------- | ----------------------------------------------------------------------- | ----------------------------------------------------------------------- | ----------------------------------------------------------------------- | ----------------------------------------------------------------------- | ----------------------------------------------------------------------- | ----------------------------------------------------------------------- | ----------------------------------------------------------------------- |
| Cao kỉ lục °C (°F)                                                      | 25.4 (77.7)                                                             | 29.1 (84.4)                                                             | 32.4 (90.3)                                                             | 35.1 (95.2)                                                             | 36.1 (97.0)                                                             | 37.8 (100.0)                                                            | 39.3 (102.7)                                                            | 39.6 (103.3)                                                            | 37.6 (99.7)                                                             | 34.4 (93.9)                                                             | 30.4 (86.7)                                                             | 23.3 (73.9)                                                             | 39.6 (103.3)                                                            |
| Trung bình ngày tối đa °C (°F)                                          | 8.1 (46.6)                                                              | 10.7 (51.3)                                                             | 15.2 (59.4)                                                             | 22.1 (71.8)                                                             | 27.1 (80.8)                                                             | 30.2 (86.4)                                                             | 32.9 (91.2)                                                             | 32.5 (90.5)                                                             | 28.5 (83.3)                                                             | 23.0 (73.4)                                                             | 16.8 (62.2)                                                             | 10.8 (51.4)                                                             | 21.5 (70.7)                                                             |
| Trung bình ngày °C (°F)                                                 | 4.0 (39.2)                                                              | 6.6 (43.9)                                                              | 10.9 (51.6)                                                             | 17.4 (63.3)                                                             | 22.6 (72.7)                                                             | 26.2 (79.2)                                                             | 29.1 (84.4)                                                             | 28.4 (83.1)                                                             | 24.1 (75.4)                                                             | 18.2 (64.8)                                                             | 11.9 (53.4)                                                             | 6.2 (43.2)                                                              | 17.1 (62.8)                                                             |
| Tối thiểu trung bình ngày °C (°F)                                       | 1.0 (33.8)                                                              | 3.5 (38.3)                                                              | 7.4 (45.3)                                                              | 13.6 (56.5)                                                             | 18.9 (66.0)                                                             | 22.9 (73.2)                                                             | 26.0 (78.8)                                                             | 25.3 (77.5)                                                             | 20.7 (69.3)                                                             | 14.7 (58.5)                                                             | 8.4 (47.1)                                                              | 2.9 (37.2)                                                              | 13.8 (56.8)                                                             |
| Thấp kỉ lục °C (°F)                                                     | −18.1 (−0.6)                                                            | −14.8 (5.4)                                                             | −5 (23)                                                                 | −0.3 (31.5)                                                             | 7.2 (45.0)                                                              | 13.0 (55.4)                                                             | 17.3 (63.1)                                                             | 16.4 (61.5)                                                             | 10.1 (50.2)                                                             | 1.3 (34.3)                                                              | −7.1 (19.2)                                                             | −10.1 (13.8)                                                            | −18.1 (−0.6)                                                            |
| Lượng Giáng thủy trung bình mm (inches)                                 | 49.0 (1.93)                                                             | 67.6 (2.66)                                                             | 89.5 (3.52)                                                             | 136.4 (5.37)                                                            | 166.9 (6.57)                                                            | 219.9 (8.66)                                                            | 224.7 (8.85)                                                            | 117.4 (4.62)                                                            | 74.3 (2.93)                                                             | 81.3 (3.20)                                                             | 59.1 (2.33)                                                             | 29.7 (1.17)                                                             | 1.315,8 (51.80)                                                         |
| Số ngày giáng thủy trung bình (≥ 0.1 mm)                                | 9.5                                                                     | 9.8                                                                     | 13.1                                                                    | 12.5                                                                    | 12.2                                                                    | 11.8                                                                    | 11.6                                                                    | 9.6                                                                     | 7.5                                                                     | 9.0                                                                     | 8.0                                                                     | 6.9                                                                     | 121.5                                                                   |
| Độ ẩm tương đối trung bình (%)                                          | 76                                                                      | 75                                                                      | 76                                                                      | 75                                                                      | 74                                                                      | 77                                                                      | 77                                                                      | 77                                                                      | 75                                                                      | 76                                                                      | 75                                                                      | 73                                                                      | 76                                                                      |
| Số giờ nắng trung bình tháng                                            | 101.9                                                                   | 97.0                                                                    | 121.8                                                                   | 152.8                                                                   | 181.0                                                                   | 170.9                                                                   | 220.2                                                                   | 226.4                                                                   | 175.8                                                                   | 151.9                                                                   | 139.3                                                                   | 126.5                                                                   | 1.865,5                                                                 |
| Nguồn: Cục Khí tượng Trung Quốc                                         |                                                                         |                                                                         |                                                                         |                                                                         |                                                                         |                                                                         |                                                                         |                                                                         |                                                                         |                                                                         |                                                                         |                                                                         |                                                                         |

## Phân chia hành chính
Thành phố cấp phó tỉnh Vũ Hán tại thời điểm năm 2020 bao gồm 13 khu (quận). Theo điều tra dân số lần thứ sáu của Trung Quốc năm 2010 thì 13 khu này bao gồm 160 đơn vị cấp hương trong đó 156 nhai đạo biện sự xứ, 3 trấn, 1 hương.
| Bản đồ | Khu                  | Trung văn (giản thể) | Pinyin    | Dân số (2010) | Diện tích (km²) | Mật độ (/km²) |
| --- | -------------------- | -------------------- | --------- | ------------- | --------------- | ------------- |
| 1 2 3 Hán Dương Vũ Xương Thanh Sơn Hồng Sơn Đông Tây Hồ Hán Nam Thái Điện Giang Hạ Hoàng Bi Tân Châu Các khu Hán Khẩu 1. Giang Ngạn 2. Giang Hán 3. Kiều Khẩu |                      |                      |           |               |                 |               |
| Quận nội thành | Quận nội thành       | Quận nội thành       | 6.434.373 | 888,42        | 7.242           |               |
| Giang Ngạn | 江岸区               | Jiāng'àn Qū          | 895.635   | 64,24         | 13.942          |               |
| Giang Hán | 江汉区               | Jiānghàn Qū          | 683.492   | 33,43         | 20.445          |               |
| Kiều Khẩu | 硚口区               | Qiáokǒu Qū           | 828.644   | 46,39         | 17.863          |               |
| Hán Dương | 汉阳区               | Hànyáng Qū           | 792.183   | 108,34        | 7.312           |               |
| Vũ Xương | 武昌区               | Wǔchāng Qū           | 1.199.127 | 87,42         | 13.717          |               |
| Thanh Sơn | 青山区               | Qīngshān Qū          | 485.375   | 68,40         | 7.096           |               |
| Hồng Sơn | 洪山区               | Hóngshān Qū          | 1.549.917 | 480,20        | 3.228           |               |
| Quận ngoại thành | Quận ngoại thành     | Quận ngoại thành     | 3.346.271 | 7.605,99      | 440             |               |
| Đông Tây Hồ | 东西湖区             | Dōngxīhú Qū          | 451.880   | 439,19        | 1.029           |               |
| Hán Nam | 汉南区               | Hànnán Qū            | 114.970   | 287,70        | 400             |               |
| Thái Điện | 蔡甸区               | Càidiàn Qū           | 410.888   | 1.108,10      | 371             |               |
| Giang Hạ | 江夏区               | Jiāngxià Qū          | 644.835   | 2.010,00      | 321             |               |
| Hoàng Bi | 黄陂区               | Huángpí Qū           | 874.938   | 2.261,00      | 387             |               |
| Tân Châu | 新洲区               | Xīnzhōu Qū           | 848.760   | 1.500,00      | 566             |               |
| Vùng nước (水上地区) | Vùng nước (水上地区) | Vùng nước (水上地区) | 4.748     | -             | -               |               |
| Tổng cộng | Tổng cộng            | Tổng cộng            | 9.785.392 | 8.494,41      | 1.152           |               |

## Kinh tế
Vũ Hán là một thành phố cấp phó tỉnh. GDP của Vũ Hán là 396 tỷ nhân dân tệ với GDP bình quân đầu người khoảng 44.000 nhân dân tệ (tương đương 6.285 đô la Mỹ) trong năm 2008. 
Vũ Hán hiện đang thu hút khoảng 50 công ty Pháp, chiếm hơn một phần ba của Pháp đầu tư tại Trung Quốc, nhiều nhất trong số các thành phố Trung Quốc.
Vũ Hán là một trung tâm quan trọng về kinh tế, thương mại, tài chính, vận tải, công nghệ thông tin, và giáo dục ở miền trung Trung Quốc. Các ngành công nghiệp chủ yếu của nó bao gồm quang-điện tử, sản xuất ô tô, sản xuất thép, ngành dược phẩm, sinh học kỹ thuật, công nghiệp vật liệu mới và bảo vệ môi trường. Wuhan Iron & Steel (Group) Co. và Dongfeng-Citroen Automobile Co., Ltd có trụ sở tại thành phố. Hiện có 35 cơ sở giáo dục bậc đại học ở đây, trong đó có Đại học Vũ Hán, Đại học Khoa học & Công nghệ Huazhong, thành phố có 3 khu phát triển cấp nhà nước, thành phố này xếp thứ 3 ở Trung Quốc về sức mạnh khoa học và công nghệ.

## Trường đại học
Thành phố có 8 trường đại học và cao đẳng công lập, 13 trường cao đẳng và đại học khác.

### Quốc lập
| Đại học Vũ Hán (thành lập năm 1893) 武汉大学                    | Đại học Khoa học và Kỹ thuật Hoa Trung 华中科技大学 | Đại học Địa chất Trung Quốc 中国地质大学 (武汉)    | Đại học Công nghệ Vũ Hán 武汉理工大学  |
| Đại học Nông nghiệp Hoa Trung (thành lập năm 1898) 华中农业大学 | Đại học Sư phạm Hoa Trung 华中师范大学              | Đại học Kinh tế và Luật Trung Nam 中南财经政法大学 | Đại học Dân tộc Trung Nam 中南民族大学 |

### Công lập
| Đại học Hồ Bắc 湖北大学                | Đại học Khoa học và Kỹ thuật Vũ Hán 武汉科技大学  | Đại học Giang Hán 江汉大学               | Đại học Công nghiệp Hồ Bắc 湖北工业大学 |
| Đại học Công trình Vũ Hán 武汉工程大学 | Học viện Khoa học và Kỹ thuật Vũ Hán 武汉科技学院 | Học viện Công nghiệp Vũ Hán 武汉工业学院 | Học viện Đông y Hồ Bắc 湖北中医学院     |
| Học viện Thể dục Vũ Hán 武汉体育学院   | Học viện Mỹ thuật Hồ Bắc 湖北美术学院             | Học viện Cảnh sát Hồ Bắc 湖北警官学院    | Học viện Âm nhạc Vũ Hán 武汉音乐学院    |
| Học viện Kinh tế Hồ Bắc 湖北经济学院   |                                                   |                                          |                                         |

## Đại dịch COVID-19
Dịch virus corona bắt đầu vào giữa tháng 12 năm 2019 tại thành phố Vũ Hán, khi một nhóm người bị viêm phổi cấp tính không rõ nguyên nhân, được liên kết chủ yếu với những người buôn bán làm việc tại chợ hải sản Hoa Nam, nơi bán động vật sống. Động vật được bán để làm thức ăn bị nghi ngờ là nơi chứa hoặc trung gian cho virus vì nhiều người nhiễm bệnh đầu tiên được xác định là công nhân tại Chợ hải sản Hoa Nam, họ tiếp xúc nhiều hơn với động vật.